# Hagen Kearney
Hagen Kearney (ur. 6 listopada 1991 w Iron River) – amerykański snowboardzista, specjalizujący się w snowcrossie. Największy sukces osiągnął w 2017 roku, kiedy w parze z Nickiem Baumgartnerem zdobył złoty medal w drużynowym snowcrossie podczas mistrzostw świata w Sierra Nevada. Na tych samych mistrzostwach był też siódmy indywidualnie. W zawodach w Pucharu Świata zadebiutował 16 grudnia 2011 roku w Telluride, zajmując 46. miejsce. Pierwsze punkty wywalczył 21 lutego 2012 roku w Stoneham, gdzie był jedenasty. Na podium zawodów tego cyklu po raz pierwszy stanął 16 grudnia 2016 roku w Montafon, gdzie był najlepszy w snowcrossie. Najlepsze wyniki w Pucharze Świata osiągnął w sezonie 2016/2017, kiedy zajął piąte miejsce w klasyfikacji snowcrossu.

## Osiągnięcia

### Mistrzostwa świata
| Miejsce | Dzień       | Rok  | Miejscowość   | Konkurencja         | Zwycięzca       |
| ------- | ----------- | ---- | ------------- | ------------------- | --------------- |
| 20.     | 26 stycznia | 2013 | Stoneham      | Snowcross           | Alex Pullin     |
| 7.      | 12 marca    | 2017 | Sierra Nevada | Snowcross           | Pierre Vaultier |
| 1.      | 13 marca    | 2017 | Sierra Nevada | Snowcross drużynowy | –               |
| 14.     | 11 lutego   | 2021 | Idre Fjäll    | Snowcross           | Lucas Eguibar   |
| 4.      | 12 lutego   | 2021 | Idre Fjäll    | Snowcross drużynowy | Australia       |

### Puchar Świata

#### Miejsca w klasyfikacji generalnej SBX
- sezon 2011/2012: 24.
- sezon 2012/2013: 25.
- sezon 2013/2014: 31.
- sezon 2014/2015: 37.
- sezon 2015/2016: 17.
- sezon 2016/2017: 5.
- sezon 2017/2018: 16.
- sezon 2018/2019: 14.
- sezon 2019/2020: 12.
- sezon 2020/2021: 5.

#### Miejsca na podium w zawodach
1. Montafon – 16 grudnia 2016 (snowcross) – 1. miejsce
2. Chiesa in Valmalenco – 24 stycznia 2021 (snowcross) – 3. miejsce
3. Veysonnaz – 20 marca 2021 (snowcross) – 2. miejsce